# Омід Нуріпур
Омід Нуріпур (нім. Omid Nouripour, нар. 18 червня 1975, Тегеран) — німецький політик, співголова партії Союз 90 / Зелені (з 2022).

## Біографія
Народився 18 червня 1975 року в Тегерані, син авіаційного інженера, у 13-річному віці з політичних причин емігрував разом сім'єю з Ірану до Німеччини та оселився у Франкфурті-на-Майні. У 1996—2004 роках вивчав у Майнцькому університеті німецьку філологію, політологію і право, але так і не отримав диплом про вищу освіту.
В 1996 році вступив у партію Союз 90 / Зелені, з 1999 по 2003 рік очолював молодіжну організацію «зелених» у федеральній землі Гессен, в 2002 році обраний до Федеральної ради партії .
1 вересня 2006 року зайняв у бундестазі крісло, що звільнилося після відмови Йошки Фішера від депутатського мандата; відповідав у фракції за подання пресі політики партії в галузі безпеки.
2021 року переміг на парламентських виборах у 2-му виборчому окрузі Франкфурта-на-Майні з результатом 29 %, покращивши на 13 % результат «зелених» у цьому окрузі на попередніх виборах. Найсильніший із суперників, представник СДПН Кавех Мансурі , заручився підтримкою 23,3 % виборців .
14 лютого 2022 року Нуріпур і Рікарда Ланг обрані співголовами партії, отримавши відповідно 91,7 % та 78,7 % за підсумками голосування поштою, яким були підтверджені відповідно до вимог закону онлайн-вибори, що відбулися в січні.

## Ставлення до України
Омід Нуріпур є головою Німецько-української парламентської групи німецького Бундестагу. Він вважає, що Німеччина повинна прискорити темпи військової допомоги Україні. Він також виступає за передачу Україні сучасних західних винищувачів.